# Petitio principii
Petitio principii (z łac., błąd niedostatecznego uzasadnienia, dosł. żądanie podstawy) – błąd logiczny przybierający dwie formy:
1. błąd polegający na przyjęciu za przesłankę tego, co dopiero ma być wywnioskowane w danym rozumowaniu (w tej postaci utożsamiany jest z błędnym kołem w rozumowaniu i tam jest przedstawiony);
2. błąd polegający na przyjęciu jakichś przesłanek bez należytego uzasadnienia stopnia pewności, z jakim przesłanki te się uznaje.